# Gigha

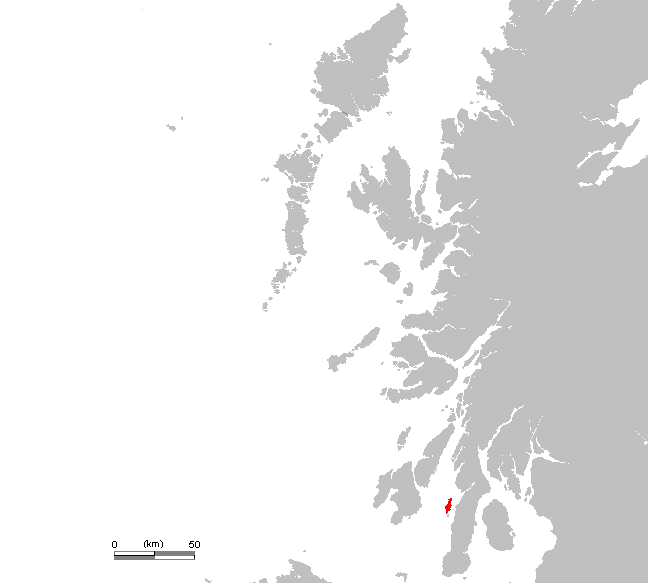
Gigha elhelyezkedése Skóciában

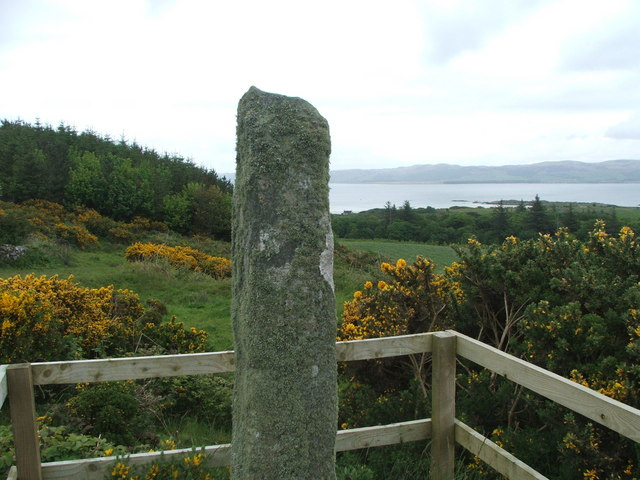
Az Ogham-kő

Gigha (skót gael nyelven Giogha) kedves és romantikus sziget Skócia nyugati partján. Közel van a szárazföldhöz, így könnyen és gyorsan megközelíthető komppal, a kikötő Ardminishben van, ami a sziget egyetlen települése. Az évszázadok alatt Gighának több tulajdonosa is volt, a MacNeil klántól Sir James Horlickig, akinek 1944-ben került birtokába a sziget.
A sziget legfőbb látnivalóját Horlick hozta létre. Ez az Archmore Garden, egy kert, ami, köszönhetően Gigha klímájának, lehetőséget ad arra, trópusi növényeket lehessen benne termeszteni: rhododendronokat, azáleákat, kaméliákat. A szigeten ezenkívül sétautak és homokos tengerpartok vannak, keletre és nyugatra remek kilátással Jura szigetére és a Kintyre-félszigetre.
Gigha lakosainak a száma a 19. században a 700-at is elérte, de a 20. században a lakosság száma csökkent, jelenleg mintegy 110-en lakják a 2001-es népszámlálás szerint. A sziget 5 kilométerre fekszik a félszigettől. 9 és fél kilométer hosszú és másfél kilométer széles. Területe 1395 hektár, legmagasabb pontja a mindössze 100 méteres Creag Bhàn.
Gigha már a prehistorikus időktől kezdve lakott sziget. Ennek bizonyítéka a számos cairn (gúlába rakott kövek), álló kövek és egy ogham-kő.

## Fordítás
Ez a szócikk részben vagy egészben  a   Gigha című angol Wikipédia-szócikk ezen változatának fordításán alapul.  Az eredeti cikk szerkesztőit annak laptörténete sorolja fel. Ez a jelzés csupán a megfogalmazás eredetét és a szerzői jogokat jelzi, nem szolgál a cikkben szereplő információk forrásmegjelöléseként.